# Sixteen (chương trình truyền hình)
Sixteen (tiếng Hàn: 식스틴, cách điệu: SIXTEEN) là một chương trình truyền hình thực tế sống còn năm 2015 nhằm tạo ra một nhóm nhạc nữ bởi JYP Entertainment và Mnet. Chương trình là cuộc đọ sức giữa mười sáu thực tập sinh với nhau để bảo vệ vị trí thành viên chính thức trong nhóm Twice. Không giống như các cuộc thi âm nhạc khác, Sixteen không chỉ đánh giá thí sinh ở khả năng ca hát, vũ đạo mà còn đánh giá ở sự thu hút và nhân cách của thí sinh. Chương trình được phát sóng từ ngày 5 tháng 5 năm 2015 và kết thúc sau mười tập vào tháng 7 năm 2015 trên kênh Mnet.

## Quảng bá trước khi phát sóng
Bắt đầu vào ngày 13 tháng 4 năm 2015, JYP bắt đầu phát hành hồ sơ của 16 ứng cử viên thông qua kênh Mnet và kênh Sixteen trên YouTube. Các thí sinh đã được tiết lộ bao gồm ba thực tập sinh người Nhật Bản, một thực tập sinh người Hàn Quốc-Canada, một thực tập sinh người Thái Lan và một thực tập sinh người Đài Loan. Một số thông lệ trong định dạng chương trình đã được đưa ra, tiết lộ rằng bảy thí sinh trong đó đã là ứng cử viên cho vị trí nhóm nhạc mới, trong khi chín thí sinh còn lại sẽ tìm cách để thay thế họ ở đội hình cuối cùng.

### Danh sách thí sinh
| #  | Tên                    | Ngày sinh  | Quốc tịch        | Kết quả                                                            |
| -- | ---------------------- | ---------- | ---------------- | ------------------------------------------------------------------ |
| 1  | Im Na-yeon (나연)      | 22/09/1995 | Hàn Quốc         | Twice                                                              |
| 2  | Yoo Jung-yeon (정연)   | 01/11/1996 | Hàn Quốc         | Twice                                                              |
| 3  | Hirai Momo (모모)      | 09/11/1996 | Nhật Bản         | Twice                                                              |
| 4  | Minatozaki Sana (사나) | 29/12/1996 | Nhật Bản         | Twice                                                              |
| 5  | Park Ji-hyo (지효)     | 01/02/1997 | Hàn Quốc         | Twice                                                              |
| 6  | Myoui Mina (미나)      | 24/03/1997 | Nhật Bản         | Twice                                                              |
| 7  | Song Min-young (민영)  | 27/02/1998 | Hàn Quốc         | Rời JYP                                                            |
| 8  | Rora (로라)            | 14/08/2008 | Hàn Quốc         | Rời JYP, Babymonster                                               |
| 9  | Kim Da-hyun (다현)     | 28/05/1998 | Hàn Quốc         | Twice                                                              |
| 10 | Son Chae-young (채영)  | 23/04/1999 | Hàn Quốc         | Twice                                                              |
| 11 | Chou Tzuyu (쯔위)      | 14/06/1999 | Đài Loan         | Twice                                                              |
| 12 | Lee Chae-yeon (채연)   | 11/01/2000 | Hàn Quốc         | Rời JYP, IZ*ONE                                                    |
| 13 | Hyein (혜인)           | 21/04/2008 | Hàn Quốc         | Rời JYP, NewJeans                                                  |
| 14 | Jeon So-mi (소미)      | 09/03/2001 | Canada/ Hàn Quốc | Rời JYP, Cựu thành viên I.O.I, Solo                                |
| 15 | Lee Chae-ryeong (채령) | 05/06/2001 | Hàn Quốc         | Itzy                                                               |
| 16 | Natty (나띠)           | 30/05/2002 | Thái Lan         | Rời JYP, tham gia Idol School, Solo, KISS OF LIFE (키스오브라이프) |

## Danh sách tập

### Tập 1 (5/05 2015)
Các thí sinh được giới thiệu và chia thành hai đội: Majors và Minors. Đội hình đầu tiên này được quyết định bởi đội ngũ A&R của JYP chứ không phải của Park Jin Young. Majors là các thành viên đang sẽ ra mắt vào một nhóm nhạc mới, và sẽ được đối xử như một ngôi sao JYP thực sự, bao gồm việc sống trong ký túc xá đẹp, ngồi xe sang trọng, nhận được gợi ý từ các ngôi sao hiện tại của công ty JYP và luyện tập từ 9 giờ sáng đến 9 giờ tối. Còn Minors thì được đối xử như các thực tập sinh và phải sống trong một ký túc xá cũ, không nhận được lời khuyên, thời gian luyện tập từ 9 giờ tối đến 9 giờ sáng. Các thành viên của Major và Minor sẽ thay đổi nếu các thí sinh hoàn tất nhiệm vụ và thể hiện kỹ năng của họ. Sau khi chia đội, Park Jin-young cấp các cô gái nhiệm vụ đầu tiên "Are you a STAR?" thử thách họ chứng minh họ có tiềm năng của một ngôi sao. Thí sinh có thể tự do lựa chọn những gì họ muốn thể hiện, nhưng JYP muốn "xem khả năng trở thành một ngôi sao hoặc có thể cảm nhận rằng [họ] là để trở thành một ngôi sao". Trong nhiệm vụ này, Park Jin Young cho thấy ông ủng hộ những người có lối suy nghĩ ra khỏi khuôn khổ và giới thiệu bản thân họ chứ không phải là tài năng của họ, ông nói "thật tuyệt vời khi có tài năng, nhưng tài năng đó phải là của bạn. [...] Tôi đã nói với các bạn lý do tại sao bạn là một ngôi sao nhưng tôi không bao giờ nói hãy cho tôi thấy bạn có thể hát hay nhảy." Không ai bị loại trong tập này.

### Tập 2 (12/05/2015)
Dựa trên các màn biểu diễn trong tập đầu tiên, Natty, Chaeryeong, Somi, Sana và Jihyo đã thay thế Momo, Jiwon, Mina, Minyoung và Nayeon trong đội hình Majors. Không ai bị loại ở nhiệm vụ đầu tiên. Nhiệm vụ tiếp theo của các cô gái là "Album Jacket Cover", thử thách họ tập trung và tạo ra chất lượng ảnh cao trong những điều kiện ít lý tưởng. Majors được phép đến cửa hàng của các nhà thiết kế thời trang cho buổi chụp ảnh và quyết định chọn concept ma cà rồng đen tối nhưng trẻ trung trong khi Minors được đưa đến chợ đường phố và thiết kế một concept tươi trẻ lấy cảm hứng từ Wonder Girls.  Kết quả của buổi chụp hình bộc lộ những điểm mạnh và điểm yếu của các cô gái, sự quyến rũ tự nhiên của một số thí sinh và sự cố gắng của các thí sinh khác.

### Tập 3 (19/05/2015)
Nhờ vào sự thể hiện tốt trong nhiệm vụ chụp ảnh Mina, Tzuyu, và Jungyeon thay thế cho Chaeryeong, Jihyo và Dahyun trong đội hình Majors. Chaeyeon bị loại khỏi cuộc thi vì Park Jin-Young quan sát thấy rằng cô thiếu kinh nghiệm và mong muốn làm tốt đã che khuất vẻ lôi cuốn tự nhiên của cô và nó khiến cô trông cứng đơ trong các bức ảnh. Tuy nhiên, ông giải thích rằng đây sẽ là một kinh nghiệm học hỏi tốt cho cuộc hành trình trở thành ngôi sao của cô và kết thúc bằng cách nói với cô ấy, "bạn đã rất chăm chỉ." Nhiệm vụ thứ ba là "Trận chiến 1:1", được công bố kết quả rằng Nayeon và Chaeryeong trở về Majors để thay thế Tzuyu và Sana. Kết quả của trận đấu cuối cùng, giữa Somi và Minyoung, sẽ không được tiết lộ cho đến khi chiếu tập tiếp theo. Cuối cùng đội hình Majors cho tập này là Nayeon, Chaeyoung, Somi, Mina, Chaeryeong, Natty và Jungyeon. Tuy nhiên, các trận đấu liên quan đến Somi, Minyoung, Mina, Eunsuh, Chaeyoung, Jihyo, Momo, và Natty sẽ tiết lộ trong tập tiếp theo.

### Tập 4 (26/05/2015)
Các kết quả của còn lại trận đấu 1:1 được tiết lộ. Somi, Mina, và Natty vẫn ở lại Majors, trong khi Minyoung, Eunsuh và Momo vẫn ở Minors. Jihyo thay thế Chaeyoung trong đội hình Majors. Eunsuh bị loại khỏi cuộc thi bởi vì cô ấy quên mất vũ đạo khi đang biểu diễn trên sân khấu. Nhiệm vụ tiếp theo của các thí sinh là "thử thách nhóm" giữa đội minor và major. Các đội được chia thành Major A (Mina, Nayeon, Chaeryeong, Jungyeon), Major B (Natty, Somi, Jihyo) Minor A (Momo, Jiwon, Chaeyoung), và Minor B (Tzuyu, Minyoung, Dahyun, Sana). Major A đấu với Minor B và Major B đấu với Minor A. Hai đội chiến thắng sẽ gộp thành đội hình Major. Hai đội thua sẽ cạnh tranh với nhau. Những thí sinh thua trong trận thứ hai sẽ bị loại bỏ. Các cô gái cho thấy họ đang chuẩn bị cho cuộc thi, nhưng không có trận đấu nào được chiếu ở tập này.

### Tập 5 (2/06/2015)
Các cô gái chuẩn bị cho trận đấu nhóm trong việc lựa chọn trang phục biểu diễn và tập duợt. Cuộc thi đấu được tổ chức trực tiếp ở một khán phòng, khán giả sẽ bỏ phiếu để xác định đội chiến thắng của mỗi màn đối đầu. Major A biểu diễn ca khúc "Happy" của Pharrell đối đầu với Minor B là màn thể hiện "Problem" của Ariana Grande. Major B làm nóng sân khấu với hit "Uptown Funk" của Mark Ronson đối đầu màn biểu diễn của Minor A "The Way You Love Me" của Keri Hilson. Dựa trên phiếu bình chọn của khán giả, Major A thua Minor B. Tzuyu, Minyoung, Dahyun, và Sana chuyển lên đội hình Majors, trong khi Mina, Nayeon, Chaeryeong và Jungyeon rơi xuống Minors. Major B của Natty, Somi và Jihyo vẫn duy trì ở đội hình Majors Hai đội thua sẽ cạnh tranh với nhau, đội thua trong trận thứ hai sẽ bị loại. Kết quả của trận đấu sẽ không được tiết lộ cho đến khi các phát tập tiếp theo. Đội hình Major cuối cùng cho tập này là Tzuyu, Minyoung, Dahyun, Sana, Natty, Somi, và Jihyo.

### Tập 6 (9/06/2015)
Vì thua cuộc ở trận đấu trước, Major A đổi tên thành Minor A, và Minor A đổi tên thành Minor B. Minor A (Nayeon, Chaeryeong, Mina, và Jungyeon) biểu diễn "U-Go-Girl" của Lee Hyori trong khi Minor B (Chaeyoung, Jiwon và Momo) chọn ca khúc "Swing Baby" của Park Jin-Young. Mặc dù JYP khen ngợi màn biểu diễn của cả hai đội, nhưng ông và các khán giả đã chọn Minor A là đội chiến thắng (mặc dù quyết định cuối cùng chỉ được dựa trên sự bỏ phiếu của khán giả). Điều này đã đặt Chaeyoung, Jiwon và Momo vào nguy cơ bị loại. Cuối cùng, Momo đã bị loại vì công ty cảm thấy khuyết điểm của cô (có thể đang nhảy nhưng không hát) rõ ràng hơn Jiwon và Chaeyoung trên sân khấu. Đội hình Major được yêu cầu nhảy cùng ông trong một buổi biểu diễn sắp tới bởi JYP. Trong khi luyện tập với họ, JYP cho các cô gái rất nhiều lời khuyên về vũ đạo và cách trở trành vũ công thành công. Sau khi biểu diễn, các cô gái được đưa đến "Trại Giải Trí" ở đó các cô có được một bài học về sự thu hút trên chương trình giải trí từ Mc Shin Bong-sun và Huh Kyung-hwan. Trong phần xem trước cho tập tiếp theo đã tiết lộ rằng sự loại trừ tiếp theo sẽ dựa trên phiếu bình chọn từ chính các thí sinh.

### Tập 7 (16/06/2015)
Sau khi tham gia Variety Camp, JYP tập hợp các cô gái với nhau và nói rằng, nhiệm vụ sẽ là "cuộc bầu chọn thành viên", họ sẽ bỏ phiếu kín để chọn thành viên cho đội hình Major và Minor. Kết quả của phiếu bầu được tiết lộ là Dahyun, Somi, và Natty được thay thế bởi Nayeon, Chaeyoung, và Jungyeon. Tuy nhiên, công ty cho biết sẽ không có ai bị loại trong nhiệm vụ này. Các cô gái, một lần nữa lại được chia thành bốn đội cho nhiệm vụ tiếp theo: "Hãy tạo ra buổi biểu diễn live cho chính bạn." Các đội sẽ chuẩn bị màn biểu diễn cũng như phải chịu trách nhiệm cho việc quảng bá chương trình. Major A (Jihyo, Chaeyoung, Minyoung, Sana) chuẩn bị một phiên bản sexy "Nobody" của Wonder Girls; Major B (Nayeon, Jungyeon, Tzuyu) đã chọn "Hush" của miss A; Minor A (Dahyun, Jiwon, Chaeryeong) cũng chọn ca khúc của Wonder Girls là "Tell me"; cuối cùng, Minor B (Mina, Somi, Natty)  tái diễn "Who' s Your Mama?" của JYP. Trận đấu sẽ diễn ra vào tập tiếp theo.

### Tập 8 (23/06/2015)
Các cô gái tất bật xuống các đường phố Seoul để quảng bá cho các buổi hòa nhạc của họ và phát bóng màu (Major A - Đỏ, Major B -  Vàng; Minor A - Xanh lá; Minor B -  Xanh da trời). Trước khi chương trình bắt đầu, người tham dự sẽ đặt bóng vào thùng của nhóm mà họ đi xem buổi hòa nhạc để cho thấy đội nào tốt nhất trong việc quảng bá chương trình. Đội được nhiều bóng nhất sẽ được an toàn ở đội hình Major. Sau những màn biểu diễn, khán giả đã bỏ bóng trắng để bầu chọn cho màn biểu diễn họ thích nhất trong tất cả bốn màn. Việc bỏ phiếu này sẽ xác định các thành viên còn lại của Major. Các cô gái được JYP tập hợp để công bố kết quả. Ông bắt đầu bằng cách giải thích rằng nhóm mà ông tạo dựng sẽ không thể chỉ dựa vào tài năng mà còn dựa trên niềm đam mê như "những người có đam mê với những gì họ làm là những người thành công nhất". Jihyo, Sana, Minyoung và Chaeyoung là những thí sinh đầu tiên vào đội hình Major, với số lượng người tham dự nhiều nhất (194 quả bóng màu đỏ). Trước khi công bố kết quả lựa chọn của khán giả, JYP cho rằng Major B là màn biểu diễn nổi bật nhất, cho màn biểu diễn của họ điểm A+. Kết quả bầu chọn công khai và người bị loại kế tiếp sẽ được công bố trong tập tiếp theo.

### Tập 9 (30/06/2015)
JYP tiết lộ rằng Major A cũng đứng đầu trong phiếu bầu của khán giả, Minor B đứng nhì, do đó  Somi, Mina, và Natty chuyển lên Major và Nayeon, Jungyeon và Tzuyu rớt xuống Minor. Ở vị trí cuối cùng, Jiwon, Chaeryeong, và Dahyun bị đặt vào nguy cơ bị loại. JYP quyết định loại Jiwon do vũ đạo và giọng hát không ổn định khi biểu diễn. JYP thông báo rằng nhiệm vụ cuối cùng của các cô gái là "trở thành một girl group thực sự trên sân khấu". Ông chia họ thành hai nhóm sáu người, nhưng do Minor thiếu người nên họ được lợi thế bằng việc chọn một người nào đó từ đội còn lại. Mặc dù Ji Hyo vẫn là thành phần của Major, cô được chọn để biểu diễn với đội Minor. JYP đưa các cô gái bài hát mới của họ cho vòng đầu tiên của nhiệm vụ cuối cùng, ông giải thích rằng đội được chỉ định ca khúc "I Think I'm Crazy" sẽ thường yếu ở nhịp điệu là Major và "Truth" sẽ yếu ở định hướng giọng hát là Minor. Sau đó, ông tiết lộ ca khúc "Do It Again" sẽ do hai đội trình diễn trong vòng chung kết, ca khúc đó được xem như một đại diện cho hướng âm nhạc của Twice. Trong lúc chuẩn bị cho nhiệm vụ cuối cùng, đội Major và Minor được Fei của miss A và Jun.K của 2PM ghé thăm và chỉ dẫn. Sau các màn biểu diễn, các cô gái nhận được khen ngợi từ JYP, ông chọn Minor là đội có màn biểu diễn tốt hơn ở vòng này.

### Tập 10 (7/07/2015)
Các cô gái chuẩn bị cho cho màn trình diễn chung kết, đội Major và Minor sẽ thể hiện "Do It Again" liên tiếp. Hai đội dành một đêm cuối cùng ở chung với nhau để hồi tưởng lại hành trình của họ trong suốt chương trình, họ cùng cười về khoảnh khắc ngớ ngẩn của mỗi người, chia sẻ những nổi buồn và ước mơ. Sau màn buổi biểu diễn chung kết, các cô gái nhận được khen ngợi từ công ty. Chaeyeon, Eunsuh, Momo và Jiwon gặp các thí sinh chung kết trên sân khấu cho một màn trình diễn chia tay trước khi công bố kết quả. Các thí sinh dự vòng chung kết được tụ tập trên sân khấu, đội Major trở lại với vòng cổ biểu tượng. Nayeon, Jungyeon và Dahyun được gọi tên thế chỗ lần lượt là Natty, Somi và Minyoung trong đội hình Major.. Sau đó JYP đưa một tình thế thay đổi, thông báo rằng Twice sẽ là một nhóm chín thành viên. Cùng với đội hình Major hiện tại (Nayeon, Jihyo, Mina, Dahyun, Jungyeon, Chaeyoung và Sana), ông chọn Tzuyu vào đó. JYP gây bất ngờ với các thí sinh và khán giả khi thông báo rằng Momo, người đã bị loại ở nhiệm vụ thứ tư sẽ là thành viên cuối cùng của Twice. Tzuyu được thêm vào vì ý kiến khán bởi lẽ cô đứng đầu số lượng bình chọn từ khán giả qua mạng và Momo thêm vào vì từ quyết định của đội ngũ A&R và các thực tập sinh. Đội hình cuối cùng là: Nayeon, Jungyeon, Momo, Sana, Jihyo, Mina, Dahyun, Chaeyoung và Tzuyu.

## Tranh cãi
Khi phát sóng, chương trình đã được xem là "tàn nhẫn" vì định dạng khắc nghiệt của nó, đặc biệt là đội Minor đã phải trong hoàn cảnh khó khăn vào giờ luyện tập của họ. Một số ghi nhận cho rằng rõ ràng căng thẳng giữa thí sinh như là một triệu chứng của những điều kiện trên và cách các thực tập sinh bị chia thành đội Major và Minor cũng gây tranh cãi.
Tranh cãi nảy sinh một lần nữa trong tập cuối cùng khi Momo - một thí sinh đã bị loại, được đưa trở lại đội hình cuối cùng của Twice. Fan trở nên hoài nghi của các động cơ đằng sau quyết định này. Sau đó, đại diện từ JYP Entertainment nói rằng "Momo rất đặc biệt trong vũ đạo và biểu diễn. Chúng tôi tin rằng cô ấy sẽ là một sự thêm vào tuyệt vời để Twice thực sự trọn vẹn."
Ngày hôm sau khi phát tập cuối cùng, JYP Entertainment đã phát hành một tuyên bố ngắn về việc bổ sung Tzuyu và Momo vào đội hình cuối cùng của Twice: "Chúng tôi xin lỗi vì đã không thông báo rõ ràng quá trình lựa chọn và chúng tôi muốn giải thích nó trong từng chi tiết một lần nữa. Điều kiện để được lựa chọn  là một thành viên cuối cùng là phiếu bình chọn bởi những khán giả và người xem. Tuy nhiên, dẫn đến các tập cuối cùng, chúng tôi nghĩ rằng bảy thành viên được chọn chính thức có thể không tốt như mong muốn. Vì vậy, ngoài bảy, chúng tôi đã quyết định rằng sẽ thêm một thành viên từ ý kiến người xem (Tzuyu) và một thành viên từ ý kiến duy nhất của Park Jin Young (Momo)."

## Thứ hạng thí sinh
| #  | Thí sinh          | Quyết định bởi đội ngũ A&R | Nhiệm vụ 1 | Nhiệm vụ 2 | Nhiệm vụ 3   | Nhiệm vụ 4 | Thí sinh vote            | Nhiệm vụ 5               | Nhiệm vụ 6               | Chung kết / Kết quả                         |
| -- | ----------------- | -------------------------- | ---------- | ---------- | ------------ | ---------- | ------------------------ | ------------------------ | ------------------------ | ------------------------------------------- |
| 1  | Jihyo (지효)      | minor                      | MAJOR      | minor      | MAJOR (WIN)  | MAJOR      | MAJOR                    | MAJOR                    | MAJOR                    | Twice (Nhóm nhạc nữ thế hệ thứ ba của JYP)  |
| 2  | Sana (사나)       | minor                      | MAJOR      | MAJOR      | minor (LOSE) | MAJOR      | MAJOR                    | MAJOR                    | MAJOR                    | Twice (Nhóm nhạc nữ thế hệ thứ ba của JYP)  |
| 3  | Chaeyoung (채영)  | MAJOR                      | MAJOR      | MAJOR      | minor (LOSE) | minor      | MAJOR                    | MAJOR                    | MAJOR                    | Twice (Nhóm nhạc nữ thế hệ thứ ba của JYP)  |
| 4  | Mina (미나)       | MAJOR                      | minor      | MAJOR      | MAJOR (WIN)  | minor      | minor                    | MAJOR                    | MAJOR                    | Twice (Nhóm nhạc nữ thế hệ thứ ba của JYP)  |
| 5  | Jeongyeon (정연)  | minor                      | minor      | MAJOR      | MAJOR (WIN)  | minor      | MAJOR                    | minor                    | MAJOR                    | Twice (Nhóm nhạc nữ thế hệ thứ ba của JYP)  |
| 6  | Nayeon (나연)     | MAJOR                      | minor      | minor      | MAJOR (WIN)  | minor      | MAJOR                    | minor                    | MAJOR                    | Twice (Nhóm nhạc nữ thế hệ thứ ba của JYP)  |
| 7  | Dahyun (다현)     | MAJOR                      | MAJOR      | minor      | minor (LOSE) | MAJOR      | minor                    | minor                    | MAJOR                    | Twice (Nhóm nhạc nữ thế hệ thứ ba của JYP)  |
| 8  | Tzuyu (쯔위)      | minor                      | minor      | MAJOR      | minor (LOSE) | MAJOR      | MAJOR                    | minor                    | minor                    | Twice (Nhóm nhạc nữ thế hệ thứ ba của JYP)  |
| 9  | Momo (모모)       | MAJOR                      | minor      | minor      | minor (LOSE) | OUT        | Comeback bởi đội ngũ A&R | Comeback bởi đội ngũ A&R | Comeback bởi đội ngũ A&R | Twice (Nhóm nhạc nữ thế hệ thứ ba của JYP)  |
| 10 | Minyoung (민영)   | MAJOR                      | minor      | minor      | minor (LOSE) | MAJOR      | MAJOR                    | MAJOR                    | minor                    | Rời JYP                                     |
| 11 | Somi (소미)       | minor                      | MAJOR      | MAJOR      | MAJOR (WIN)  | MAJOR      | minor                    | MAJOR                    | minor                    | Rời JYP I.O.I, Unnies, Girl Next Door, Solo |
| 12 | Natty (나띠)      | minor                      | MAJOR      | MAJOR      | MAJOR (WIN)  | MAJOR      | minor                    | MAJOR                    | minor                    | Rời JYP Solo                                |
| 13 | Chaeryeong (채령) | minor                      | MAJOR      | minor      | MAJOR (WIN)  | minor      | minor                    | minor                    | minor                    | Itzy                                        |
| 14 | Jiwon (지원)      | MAJOR                      | minor      | minor      | minor (LOSE) | minor      | minor                    | OUT                      |                          | Rời JYP Fromis 9                            |
| 15 | Eunsuh (은서)     | minor                      | minor      | minor      | OUT (LOSE)   |            |                          |                          |                          | Rời JYP                                     |
| 16 | Chaeyeon (채연)   | minor                      | minor      | OUT        |              |            |                          |                          |                          | Rời JYP IZ*ONE                              |

## Hậu chương trình
JIWON: Sau khi chương trình kết thúc, Jiwon đã rời khỏi JYP. Tháng 7 năm 2017, Jiwon tham gia chương trình thực tế sống còn Idol School. Chương trình kết thúc, Jiwon trở thành thành viên của Fromis 9.
EUNSUH: Sau khi chương trình kết thúc, Eunsuh đã rời khỏi JYP. Tháng 7 năm 2017, Eunsuh tham gia chương trình thực tế sống còn Idol School nhưng bị loại.
MINYOUNG: Minyoung đã trở thành thành viên thứ hai của SIXTEEN rời khỏi JYP. Cô ấy nói, "Tôi sẽ theo đuổi ước mơ ở một nơi khác. Tôi sẽ không từ bỏ. Khi tôi đang ở [JYP], tôi muốn liên lạc với fan, nhưng tôi đã thất vọng vì tôi không thể. Tôi muốn nói rằng tôi giữ tất cả những món quà các bạn đã gửi cho tôi. [...] Tôi thực sự biết ơn, họ là một nguồn sức mạnh tuyệt vời cho tôi."
SOMI: Đầu năm 2016, Somi tham gia chương trình thực tế sống còn Produce 101, bắt đầu phát sóng vào ngày 22 tháng 1 năm 2016. Somi kết thúc với vị trí dẫn đầu và ra mắt với nhóm I.O.I vào đầu tháng 5 năm 2016. Sau khi I.OI tan rã, Somi trở thành nghệ sĩ solo của JYP và tham gia vào các nhóm nhạc dự án như Unnies, Girl Next Door cùng với nhiều thần tượng nổi tiếng khác. Vào giữa năm 2018, Somi đã chính thức rời khởi JYP để đầu quân cho THE BLACK LABEL (một công ty nhánh nhỏ của YG).
CHAEYEON: Năm 2016, Chaeyeon đã chính thức rời khỏi JYP, trở thành thực tập sinh tại WM(công ty quản lí của B1A4 và Oh My Girl). Vào năm 2018, Chaeyeon tham gia chương trình thực tế sống còn Produce 48 và kết thúc với vị trí thứ 12 và ra mắt với nhóm IZ*ONE. Sau khi IZ*ONE tan rã, cô trở về công ty chủ quản của mình. Tháng 10 năm 2022, Chae-yeon ra mắt solo với mini album đầu tiên của mình.
CHAERYEONG: Hiện tại Chaeryeong đang là thành viên của nhóm Itzy trực thuộc JYP.
NATTY: Sau khi chương trình kết thúc, Natty đã rời khỏi JYP. Tháng 7 năm 2017, Natty tham gia chương trình thực tế sống còn Idol School nhưng bị loại. Vào ngày 6 tháng 4 năm 2020, có thông báo rằng Natty đã ký hợp đồng với Swing Entertainment, ra mắt với tư cách một ca sĩ solo nhưng đã rời đi sau đó. Ngày 12 tháng 7 năm 2022, Natty đã ký hợp đồng với S2 Entertainment. Ngày 5 tháng 7 năm 2023, cô được ra mắt trong nhóm nhạc Kiss of Life cùng với 3 thành viên khác là Julie, Belle và Haneul.